# Jimmy Somerville
Jimmy Somerville, född 22 juni 1961 i Glasgow, är en brittisk (skotsk) sångare och kompositör. 

## Biografi
År 1980 flyttade han till London, där han blev aktiv i hbtq-kretsar och 1983 bildade Somerville synthpopgruppen Bronski Beat tillsammans med Steve Bronski och Larry Steinbachek. Gruppen fick de kommande åren några stora hittar som "Smalltown Boy" (som innehåller en politisk text om homosexualitet), "Ain't Necessarily So" och "Why?". Somervilles låtar handlade öppet om hans egen homosexualitet, ett återkommande tema som mötte förvånansvärt lite kommersiellt motstånd.
Somerville lämnade Bronski Beat 1985 efter politiska meningsskiljaktigheter, och bildade gruppen The Communards tillsammans med Richard Coles. "Don't Leave Me This Way" 1986 blev Communards främsta hit, och Somervilles (hittills) största musikaliska framgång. Gruppens singel "For a Friend" var en av de första poplåtarna som handlade om aids och den gjordes till minne av Somervilles vän hbtq-aktivisten Mark Ashton. Gruppen splittrades i slutet av 1988 och Somerville fortsatte som soloartist. 
1989 släppte han singeln "You Make Me Feel (Mighty Real)", en återgivning av Sylvesters gamla hit från 1978. Året därpå kom "To Love Somebody", en cover på Bee Gees låt från 1967.
Musikaliskt rör sig Somervilles musik mellan synthpop, new wave och 70-talsdisco. Han sjunger med en ljus, karaktäristisk falsettröst, inspirerad av 1970-talets gaydiscostjärna Sylvester. 
Somerville har också varit aktiv inom film, både som skådespelare (bland annat i Orlando) och genom att grunda ett filmbolag.
Han har uppträtt vid ett par tillfällen i Stockholm. 1995 på Riddarholmen under Stockholms vattenfestival och 1999 på Stockholm Pride i Tantolunden.

## Diskografi
Med Bronski Beat
- - The Age of Consent, Forbidden Fruit/London 1984, LP/CD
  - Hundreds and Thousands, Forbidden Fruit/London 1984, LP/CD
  - EP Sampler, Old Gold Records Ltd. 1993, LP
  - The Essentials, Rhino Records 2002, CD

Med The Communards
- - Communards, London Records 1986, LP/CD
  - Red, London Records 1987, LP/CD
  - Storm Paris, London Records 1988, LP/CD
  - Heaven, London Records 1993, LP/CD

Jimmy Somerville solo
- - Read my Lips, London Records 1989, LP/CD
  - The Singles Collection, London Records 1991, LP/CD
  - Dare to Love, London Records 1995, LP/CD
  - Manage the Damage, Gut Records 1999, CD
  - Root Beer, Instinct Records 2000, CD
  - The Very Best of Jimmy Somerville, Bronski Beat and The Communards, Waner Brothers/London Records 2001, CD
  - Home Again, BMG International 2004, CD
  - Suddenly Last Summer, Jess E Musique/Cherry Red 2009, CD/DVD
  - Solent, Jess E Musique/Cherry Red 2012, download
  - Homage, Jess E Musique 2015, CD

## Lista över sånger med Jimmy Somerville
Detta är en lista över alla låtar som Jimmy Somerville sjunger i, låtarnas kompositörer och det album eller singel där de först släpptes. Alla låtar där Somerville sjunger har tagits med utom de där han endast är bakgrundssångare.

### Med Bronski Beat
| Sång                           | Låtskrivare                    | Album                | Singel                  |
| ------------------------------ | ------------------------------ | -------------------- | ----------------------- |
| Cadillac Car                   | Somerville/Steinbachek/Bronski |                      | Why?                    |
| Close To The Edge              | Somerville/Steinbachek/Bronski |                      | Why?                    |
| Hard Rain                      | Somerville/Steinbachek/Bronski | Hundreds & Thousands |                         |
| Heatwave                       | Somerville/Steinbachek/Bronski | The Age Of Consent   |                         |
| I Feel Love (w/Marc Almond)    | Moroder/Belotte/Summer/Goddard |                      | I Feel Love             |
| I Feel Love/Johnny Remember Me | Moroder/Belotte/Summer/Goddard | The Age Of Consent   |                         |
| Infatuation/Memories           | Somerville/Steinbachek/Bronski |                      | Smalltown Boy           |
| It Ain't Necessarily So        | Gershwin/Gershwin/Heyward      | The Age Of Consent   |                         |
| Junk                           | Somerville/Steinbachek/Bronski | The Age Of Consent   |                         |
| Love And Money                 | Somerville/Steinbachek/Bronski | The Age Of Consent   |                         |
| Memories                       | Somerville/Steinbachek/Bronski |                      | Smalltown Boy           |
| Need A Man Blues               | Somerville/Steinbachek/Bronski | The Age Of Consent   |                         |
| No More War                    | Somerville/Steinbachek/Bronski | The Age Of Consent   |                         |
| Puit D'Amour                   | Somerville                     |                      | I Feel Love             |
| Red Dance                      | Somerville/Steinbachek/Bronski |                      | It Ain't Necessarily So |
| Run From Love                  | Somerville/Steinbachek/Bronski | Hundreds & Thousands |                         |
| Screaming                      | Somerville/Steinbachek/Bronski | The Age Of Consent   |                         |
| Signs (And Wonders)            | Steinbachek                    |                      | I Feel Love             |
| Smalltown Boy                  | Somerville/Steinbachek/Bronski | The Age Of Consent   |                         |
| The Potato Fields              | Bronski                        |                      | I Feel Love             |
| Why?                           | Somerville/Steinbachek/Bronski | The Age Of Consent   |                         |

### Med The Communards
| Sång                                               | Låtskrivare           | Album      | Singel                  |
| -------------------------------------------------- | --------------------- | ---------- | ----------------------- |
| Annie                                              | Somerville/Coles      |            | Disenchanted            |
| Breadline Britain                                  | Somerville/Coles      | Communards |                         |
| C Minor                                            | Somerville/Coles      | Red        |                         |
| Czardas                                            | Monty                 |            | You Are My World        |
| Disenchanted                                       | Somerville/Coles      | Communards |                         |
| Don't Leave Me This Way (w/Sarah Jane Morris)      | Gamble/Huff/Gilbert   | Communards |                         |
| Don't Slip Away                                    | Somerville/Coles      | Communards |                         |
| For A Friend                                       | Somerville/Coles      | Red        |                         |
| Forbidden Love                                     | Somerville/Coles      | Communards |                         |
| Heavens Above                                      | Somerville/Coles      | Communards |                         |
| Hold On Tight                                      | Somerville/Coles      | Red        |                         |
| I Do It All For Love                               | Somerville            | Heaven     |                         |
| If I Could Tell You                                | Somerville/Auden      | Red        |                         |
| I Just Want To Let You Know                        | Somerville/Coles      |            | Tomorrow                |
| Johnny Verso                                       | Somerville/Coles      |            | Disenchanted            |
| Judgement Day                                      | Somerville/Coles      |            | You Are My World        |
| La Dolarosa                                        | Somerville/Coles      | Communards |                         |
| Loverman (w/Sarah Jane Morris)                     | Davis/Ramirez/Sherman | Communards |                         |
| Lovers And Friends                                 | Coles                 | Red        |                         |
| Matter Of Opinion                                  | Somerville/Coles      | Red        |                         |
| Never Can Say Goodbye                              | Davis                 | Red        |                         |
| Never No More                                      | Ross/Block/Hecht      |            | So Cold The Night       |
| Reprise                                            | Somerville/Coles      | Communards |                         |
| Romanze For Violin, Piano, And Hedgehog            | Coles                 |            | Tomorrow                |
| Sanctified                                         | Somerville/Coles      |            | Don't Leave Me This Way |
| Scat                                               | Somerville            |            | Tomorrow                |
| Sentimental Journey                                | Green/Brown/Homer     |            | You Are My World        |
| 77 The Great Escape                                | Somerville/Coles      |            | Never Can Say Goodbye   |
| So Cold The Night                                  | Somerville/Coles      | Communards |                         |
| Spanish Rap                                        | Somerville/Coles      |            | There's More To Love    |
| There's More To Love Than Boy Meets Girl           | Somerville/Coles      | Red        |                         |
| Tomorrow                                           | Somerville/Coles      | Red        |                         |
| Victims                                            | Somerville/Coles      | Red        |                         |
| When The Boy In Your Heart Is The Boy In Your Arms | Bennett               |            | There's More To Love    |
| When The Walls Come Tumbling Down                  | Somerville/Coles      |            | So Cold The Night       |
| You Are My World                                   | Somerville/Coles      | Communards |                         |
| You Are My World '87                               | Somerville/Coles      |            | You Are My World        |
| Zing Went The Strings Of My Heart                  | Hanley                |            | There's More To Love    |

### Jimmy Somerville
| Sång                                                | Låtskrivare                          | Album                               | Singel                                 |
| --------------------------------------------------- | ------------------------------------ | ----------------------------------- | -------------------------------------- |
| Adieu! (Madame Tata Mix)                            | Gold/Gainsbourg/Somerville           | Read My Lips                        |                                        |
| A Dream Gone Wrong                                  | Butcher/Somerville                   | Dare To Love                        |                                        |
| Ain't No Mountain High Enough                       | Ashford/Simpson                      | Home Again                          |                                        |
| Alright                                             | Butcher/Somerville                   | Dare To Love                        |                                        |
| Amnesia                                             | Somerville/Gauder                    | Home Again                          |                                        |
| And You Never Thought That This Could Happen To You | Somerville                           | Read My Lips                        |                                        |
| Because Of Him                                      | Butcher/Somerville                   | Dare To Love                        |                                        |
| Been So Long                                        | Rowbottom/Somerville/Stannard        |                                     | Hurt So Good                           |
| Blame                                               | Herbert/Somerville                   |                                     | Dark Sky                               |
| Burn                                                | Somerville/Winfield/Osborne/Buckley  | Home Again                          |                                        |
| But Not Tonight                                     | Gore                                 | Home Again                          |                                        |
| By Your Side                                        | Rowe/Somerville/Stannard             | Dare To Love                        |                                        |
| Can't Take My Eyes Off Of You                       | Crewe/Gaudio                         | Queer As Folk 2 (Soundtrack)        |                                        |
| Come Lately                                         | Butcher/Somerville                   | Dare To Love                        |                                        |
| Come On                                             | Plate/Sommer/Somerville/Greeve       | Home Again                          |                                        |
| Coming                                              | Potter/Somerville/Motion             | Orlando (Soundtrack)                |                                        |
| Comment Te Dire Adieu (w/June Miles Kingston)       | Gold/Gainsbourg                      | Read My Lips                        |                                        |
| Control                                             | Somerville                           | Read My Lips                        |                                        |
| Could It Be Love                                    | Somerville/Gauder/Sale               | Home Again                          |                                        |
| Cry                                                 | Butcher/Somerville                   | Dare To Love                        |                                        |
| Dare To Love                                        | Butcher/Somerville                   | Dare To Love                        |                                        |
| Dark Sky                                            | Somerville/Herbert                   | Manage The Damage                   |                                        |
| Desire                                              | Somerville/Butcher                   |                                     | Run From Love                          |
| Don't Know What To Do (Without You)                 | Somerville                           | Read My Lips                        |                                        |
| Eve                                                 | Somerville/Herbert                   | Manage The Damage                   |                                        |
| From This Moment On                                 | Porter                               | Red Hot + Blue (Various Artists)    |                                        |
| Gimme Shelter (w/Voice of the Beehive)              | Jagger/Richards                      |                                     | Gimme Shelter (w/Voice of the Beehive) |
| Girl Falling Down                                   | Somerville/Herbert                   | Manage The Damage                   |                                        |
| Heartbeat                                           | Rowe/Stannard/Watkins/Somerville     | Dare To Love                        |                                        |
| Heaven Here On Earth (With Your Love)               | Somerville                           | Read My Lips                        |                                        |
| Here I Am                                           | Somerville/Herbert                   | Manage The Damage                   |                                        |
| Home Again                                          | Somerville/Picotto/Remondini         | Home Again                          |                                        |
| Hurts So Good                                       | Mitchell                             | Dare To Love                        |                                        |
| I Believe                                           | Somerville/Herbert/Monaghan          |                                     | Lay Down                               |
| I Believe In Love (w/Arthur Baker)                  | Angelo/Baker/Somerville              | Merge (Arthur Baker)                |                                        |
| It's So Good                                        | Mac/Somerville                       | Home Again                          |                                        |
| It Still Hurts                                      | Plate/Sommer/Somerville/Greeve       | Home Again                          |                                        |
| I Was Born This Way (w/Craig C.)                    | Jones/Spierer                        | Another Gay Movie (Soundtrack)      |                                        |
| I Will Always Be Around                             | Somerville/Herbert/Gauder/Saje       | Home Again                          |                                        |
| Lay Down                                            | Somerville/Herbert                   | Manage The Damage                   |                                        |
| Lovething                                           | Butcher/Somerville                   | Dare To Love                        |                                        |
| Love You Forever                                    | Butcher/Somerville                   |                                     | Hurt So Good                           |
| Moving On                                           | Somerville/Herbert                   |                                     | Lay Down                               |
| My Heart Is In Your Hands                           | Somerville                           | Read My Lips                        |                                        |
| My Life                                             | Somerville/Herbert                   | Manage The Damage                   |                                        |
| Nothing Said, Nothing Done                          | Butcher/Somerville                   |                                     | By Your Side                           |
| Not So God Almighty                                 | Somerville                           |                                     | Mighty Real                            |
| One Fine Day (w/Carmel)                             | Osapanin                             | Set Me Free (Carmel)                |                                        |
| Perfect Day                                         | Somerville                           | Read My Lips                        |                                        |
| Rain                                                | Somerville                           | Read My Lips                        |                                        |
| Read My Lips (Enough Is Enough)                     | Somerville                           | Read My Lips                        |                                        |
| Rolling                                             | Somerville/Herbert                   | Manage The Damage                   |                                        |
| Run From Love (w/Claudia Brucken)                   | Somerville/Steinbachek/Bronski       | The Singles Collection 1984/1990    |                                        |
| Safe In These Arms                                  | Butcher/Somerville                   | Dare To Love                        |                                        |
| Selfish Days                                        | Somerville/Mar                       | Home Again                          |                                        |
| Sing It To Your Heart                               | ?                                    | Home Again                          |                                        |
| So Long Babe                                        | Hazelwood                            | Postcards From America (Soundtrack) |                                        |
| Someday Soon                                        | Somerville/Herbert                   | Manage The Damage                   |                                        |
| Someday We'll Be Together                           | Beavers/Bristol/Fugua                | Dare To Love                        |                                        |
| Something To Live For                               | Somerville/Herbert/Monaghan          | Manage The Damage                   |                                        |
| Star (w/Weather Girls)                              | ?                                    |                                     | Star                                   |
| Stay                                                | Somerville/Merlin                    | Home Again                          |                                        |
| Stone                                               | Somerville/Herbert                   | Manage The Damage                   |                                        |
| Stranger                                            | Somerville                           |                                     | Read My Lips                           |
| Tear Fool                                           | Butcher/Somerville                   |                                     | Dark Sky                               |
| Tell The World                                      | Somerville                           |                                     | Comment Te Dire Adieu                  |
| The Last Infanta (w/Uno)                            | Clermontet                           |                                     | Uno (Uno)                              |
| The Number One Song In Heaven (w/Sparks)            | Moroder                              | Plagiarism (Sparks)                 |                                        |
| This Must Be Love                                   | Somerville/Herbert                   | Manage The Damage                   |                                        |
| To Love Somebody                                    | Gibb/Gibb                            | The Singles Collection 1984/1990    |                                        |
| Too Much Of A Good Thing                            | Hague/Shear/Somerville               | Dare To Love                        |                                        |
| Under A Lover's Sky                                 | Somerville/Uhrmacher/Fornaro         | Home Again                          |                                        |
| Up And Away                                         | Butcher/Somerville                   |                                     | Heartbeat                              |
| What's Your Game?                                   | Somerville/Winfield/Osborne/Buckley  | Home Again                          |                                        |
| You & Me (w/Blue Ray)                               | Moyet/Somerville/Cole/Bronski/Clarke |                                     | You And Me (w/Blue Ray)                |
| You Make Me Feel (Mighty Real)                      | Warrick/James                        | Read My Lips                        |                                        |